# Ericaceae
Famille
Classification APG III (2009)
Les Ericaceae, en français Éricacées, sont une famille de plantes à fleurs (les Angiospermes) de l'ordre des Ericales. Elle compte près de 1 350 espèces de plantes réparties en une centaine de genres. Les genres principaux sont Erica (le genre type), Vaccinium, Gaultheria, Leucopogon, Cavendishia et Arctostaphylos.
C'est notamment la famille du raisin d'ours, de la myrtille, de l'airelle, des rhododendrons et des bruyères. Parmi les petits arbres de la famille des Éricacées, on peut aussi citer l'arbousier, originaire du bassin méditerranéen.
C'est une famille plutôt cosmopolite des zones froides ou tempérées à basse altitude, jusqu'aux zones tropicales en montagne. Elle est faiblement représentée en Asie du sud. Beaucoup d'espèces se développent sur des sols à faibles teneurs en nutriments du mor (milieux acides, pauvres en azote et mal drainés comme les forêts boréales, les landes et la toundra). L'adaptation à ces conditions peu favorables est facilitée par l'association avec des champignons symbiotiques comme Pezoloma ericae, par l'intermédiaire des mycorhizes éricoïdes.

## Étymologie
Le nom vient du genre type Erica, du grec ἐρείκη / ereíkê, la « bruyère (arborescente) » Erica arborea L.

## Classification
La classification phylogénétique incorpore aux Ericaceae les familles suivantes qui deviennent donc synonymes :
- Andromedaceae
- Arbutaceae
- Arctostaphylaceae
- Azaleaceae
- Diplarchaceae
- Empetraceae
- Epacridaceae
- Hypopityaceae
- Kalmiaceae
- Ledaceae
- Menziesiaceae
- Menzieziaceae
- Monotropaceae
- Oxycoccaceae
- Prionotaceae
- Pyrolaceae
- Rhododendraceae
- Rhodoraceae
- Salaxidaceae
- Siphonandraceae

## Liste des sous-familles et tribus
Selon GRIN (10 juin 2021) :
- Arbutoideae
- Cassiopoideae
- Enkianthoideae
- Ericoideae
  - Bryantheae
  - Empetreae
  - Ericeae
  - Phyllodoceae
  - Rhodoreae
- Harrimanelloideae
- Monotropoideae
  - Monotropeae
  - Pterosporeae
  - Pyroleae
- Styphelioideae
  - Archerieae
  - Cosmelieae
  - Epacrideae
  - Oligarrheneae
  - Prionoteae
  - Richeeae
  - Styphelieae
- Vaccinioideae
  - Andromedeae
  - Gaultherieae
  - Lyonieae
  - Oxydendreae
  - Vaccinieae

## Liste des genres
Selon GBIF (10 juin 2021) :
- Acrothamnus Quinn
- Acrothrix Clem. ex Airy Shaw, 1966
- Acrotiche Poir., 1816
- Acrotriche R.Br.
- Acuna Endl., 1839
- Adodendrum Necker ex O.Kuntze, 1891
- Agapetes D.Don ex G.Don
- Agarista D.Don
- Agarista D.Don ex G.Don
- Agaristoxylon P.Gerrienne et al., 1999
- Agiortia Quinn
- Allodaphne Steud., 1840
- Allotropa Torr. & A.Gray ex A.Gray
- Amechania A.P.de Candolle ex Dunal, 1839
- Andersonia R.Br.
- Andromeda L.
- Andromedites Ettingshausen, 1855
- Androstoma Hook.
- Aniserica N.E.Br.
- Antherocephala B.D.Jacks., 1893
- Anthocoma K.Koch, 1854
- Anthopteropsis A.C.Sm.
- Anthopterus Hook.
- Apogandrum Necker ex A.L.Jussieu, 1823
- Arbutites Ettingshausen, 1868
- Arbutus L.
- Archeria Hook.fil.
- Arcterica Coville
- Arctostaphyloides F.Kirchheimer, 1936
- Arctostaphylos Adans.
- Arctostaphytes V.P.Nikitin, 1976
- Arctous Nied.
- Asteroloma Kuntze, 1903
- Astroloma R.Br.
- Bejaria Mutis
- Bejaria Mutis ex L.
- Bejaria Zea, 1801
- Biramia Néraud, 1826
- Blairia Gled.
- Brachyloma Sond.
- Bryanthus J.G.Gmel.
- Bryanthus S.G.Gmel.
- Calathamus Cothenius, 1790
- Calluna Salisb.
- Cassiope D.Don
- Cavendishia Lindl.
- Ceratiola Michx.
- Ceratostema Juss.
- Ceratostema Ruiz & Pav., 1956
- Chamaedaphne Moench
- Chamaerhodendron Bubani, 1899
- Chamaerhododendron P.Miller, 1754
- Chamaetaxus Ruprecht, 1860
- Cheilotheca Hook.fil.
- Chimaphila Pursh
- Chimaza R.Br. ex DC., 1839
- Chimaphila Radius
- Chiogenes Salisb.
- Cholisma Greene
- Choristemon H.B.Will.
- Chupalones Nieremb. ex Steud., 1840
- Cinsania Lavy
- Coleanthera Stschegl.
- Comarostaphylis Zucc.
- Conostephium Benth.
- Corema D.Don
- Cosmelia R.Br.
- Costera J.J.Sm.
- Craibiodendron W.W.Sm.
- Croninia J.M.Powell
- Croninia J.W.Powell
- Cuellara Pers., 1805
- Cyathodes Labill.
- Cyathodophyllum Jordan et al., 2010
- Cyathopsis Brongn. & Gris
- Cyrtanthe F.M.Bailey ex T.Durand & B.D.Jacks., 1902
- Daboecia D.Don
- Dacryanthus (Endlicher) Spach, 1840
- Daenikeranthus Baum.-Bod., 1989
- Dalia Endl., 1841
- Decatoca F.Muell.
- Demosthenesia A.C.Sm.
- Dermatophyllites G.C.Berendt, 1845
- Didonica Luteyn & Wilbur
- Dielsiodoxa Albr.
- Dimorphanthera (Drude) F.Muell.
- Dimorphanthera (Drude) J.J.Sm., 1886
- Diogenesia Sleumer
- Diplecosia G.Don, 1834
- Diplicosia Endl., 1839
- Diplycosia Blume
- Diplycosiopsis E.Knobloch & D.H.Mai, 1984
- Disterigma (Klotzsch) Nied.
- Disterigma (Klotzsch) Nied. ex Drude
- Dracophyllum Labill.
- Dulaurensia E.M.Reid, 1930
- Dyplecosia G.Don, 1834
- Eliottia Steud., 1821
- Elliotia Spach, 1840
- Elliottia Muhl. ex Elliott
- Elliottia Muhl. ex Nutt.
- Empetrum L.
- Enckianthus Desf., 1829
- Encyanthus Spreng., 1825
- Enkianthus Lour.
- Epacriphyllum Jordan & Hill, 1995
- Epacris Cav.
- Epacris J.R.Forst.
- Epigaea L.
- Eremotropa Andres
- Erica L.
- Ericaceoxylon Burgh, 1964
- Ericiphyllum H.Conwentz, 1886
- Ericoides Ludw.
- Ericoxylon E.Hofmann, 1939
- Eubotryoides (Nakai) H.Hara
- Eubotrys Nutt.
- Gaulteria Adans., 1763
- Gaultheria Kalm ex L.
- Gaulthiera Rchb., 1837
- Gaulthieria Klotzsch, 1851
- Gaylussacia Kunth
- Glycyphylla Spach, 1840
- Gonocalyx Planch. & Linden
- Gonocalyx Planch. & Linden ex A.C.Sm.
- Griesebachia Endl., 1839
- Gualtheria J.F.Gmel., 1791
- Harrimanella Coville
- Hemitomes A.Gray
- Hydragonum Sieg.
- Hymenanthus D.Dietr.
- Hypopithis Rafinesque, 1810
- Hypopithys Nutt., 1818
- Hypopithys Scop., 1771
- Hypopitys Crantz
- Hypopitys Dill. ex Adans., 1763
- Hypopitys Hill
- Hypopitys Rafinesque
- Hypopythis Rafinesque, 1808
- Jaquinotia Walp., 1849
- Juergensenia Schlecht., 1848
- Kalmia Desv.
- Kalmia L.
- Kalmiophyllum Kräusel & Weyland, 1959
- Kalmiopsis Rehder
- Lasinema Steud., 1841
- Lasynema Poir., 1812
- Lateropora A.C.Sm.
- Lebetanthus Endl.
- Lebethanthus Rchb., 1841
- Ledothamnus Meisn.
- Ledudendron B.N.Starling, 1982
- Leiophyllum (Pers.) Elliott, 1817
- Leptecophylla C.M.Weiller
- Leucopogon R.Br.
- Leucothoe D.Don
- Lissanthe R.Br.
- Loiseleuria Desv. ex Loisel., 1812
- Loiseleuria Rchb., 1841
- Lopharina Neck., 1790
- Lyonia Nutt.
- Lysinema R.Br.
- Lyssanthe D.Dietr.
- Macleania Hook.
- Macnabia Benth., 1839
- Mairania Desvaux, 1813
- Mairania Neck., 1790
- Melichrus R.Br.
- Mesotricha Stschegl.
- Mischopleura
- Monanthium Ehrh., 1789
- Moneses Gray
- Monesis Walp.
- Monotoca R.Br.
- Monotropa L.
- Monotropastrum Andres
- Monotropsis Schwein.
- Monotropsis Schwein. ex Elliott
- Montitega C.M.Weiller
- Mumeazalea Makino, 1914
- Mycerinus A.C.Sm.
- Nabea Lehm.
- Needhamiella L.Watson
- Notopora Hook.fil.
- Oligarrhena R.Br.
- Oreanthes Benth.
- Oreothamnus Baum.-Bod., 1989
- Ornithostaphylos Small
- Orphanidesites R.Caspary, 1880
- Orthaea Klotzsch
- Orthilia Raf.
- Osmothamnus A.P.de Candolle ex Meisner, 1839
- Oxicoccus Neck., 1790
- Oxycoccos R.Hedw., 1806
- Oxycoccus Tourn. ex Adans., 1763
- Oxydendrum DC.
- Paleoenkianthus K.C.Nixon & W.L.Crepet, 1993
- Paphia Seem.
- Pellegrinia Sleumer
- Pentachondra R.Br.
- Pentaphrus Schlechtendal, 1847
- Periclesia A.C.Sm.
- Pernettya Gaudich.-Beaupré
- Phallerocarpus G.Don, 1834
- Phyllodoce Salisb.
- Phyllothamnus C.K.Schneid.
- Pieridia H.G.L.Reichenbach, 1841
- Pieris_(plante) D.Don
- Pipseva Rafinesque, 1840
- Pirola Neck.
- Pityopus Small
- Planocarpa C.M.Weiller
- Pleuricospora A.Gray
- Plutarchia A.C.Sm.
- Polybaea Klotzsch ex Benth. & Hook.f., 1876
- Polyclita A.C.Sm.
- Prionites Pritz., 1855
- Prionotes R.Br.
- Psammisia Klotzsch
- Pseudogonocalyx
- Pterospora Nutt.
- Pterosporopsis A.Kellogg, 1854
- Pyrola L.
- Rhodazalea Croux, 1908
- Rhododendron L.
- Rhododendros Adanson, 1763
- Rhodothamnus Rchb.
- Richea R.Br.
- Richeaphyllum Jordan & Hill, 1995
- Rigiolepis Hook.fil.
- Rusbya Britton
- Salazia
- Sarcodes Torr.
- Satyria Klotzsch
- Schweinitzia Elliott, 1817
- Scyphogyne Brongn. & E.Phillips
- Semiramisia Klotzsch
- Siphonandra Klotzsch
- Siphonostoma Benth. & Hook.f., 1876
- Solenisia Steud., 1841
- Sophandra Meisn.
- Spenotoma G.Don, 1834
- Sphenotoma (R.Br.) Sweet
- Sphyrospermum Poepp. & Endl.
- Sprengalia
- Sprengelia Sm.
- Springalia Andrews, 1798
- Springalia DC., 1839
- Stenanthera R.Br.
- Styphelia Sm.
- Symphysia J.Presl
- Symphysia K.B.Presl, 1827
- Synactinia H.G.L.Reichenbach, 1837
- Tepuia Camp.
- Tepulia
- Themistoclesia Klotzsch
- Thibaudia Ruiz & Pav.
- Thibaudia Ruiz & Pav. ex J.St.-Hil.
- Tolmiaea H.Buek, 1858
- Trochocarpa R.Br.
- Tutuca
- Utleya Wilbur & Luteyn
- Uva-ursi Tourn. ex Moench, 1794
- Vaccinioides Z.Kvacek & H.Walther, 1990
- Vaccinium L.
- Vintenatia Cav.
- Vitis-idaea Tourn. ex Moench, 1794
- Weylandicutis W.Schneider, 1969
- Woollsia F.Muell.
- Xylococcus Nutt.
- Zenobia D.Don
- ×Ericalluna Krüssm.
- ×Kalmiothamnus Starling
- ×Orthopyrola
- ×Phylliopsis Cullen & Lancaster
- ×Phyllodoleuria Halda